# Насмешливо
„Насмешливо“ (на английски: Flipped) е американска романтична трагикомедия от 2010 година на режисьора Роб Райнър и е базиран на едноименния роман през 2001 г., написан от Уендълин ван Драанен. Във филма участват Маделин Кароу, Калан Маколиф, Ребека де Морни, Антъни Едуардс, Джон Махоуни, Пенелъпи Ан Милър, Ейдън Куин и Кевин Уейсман. Филмът е пуснат в Съединените щати от Warner Bros. Pictures на 6 август 2010 г.